# Нарынский кантон
Нарынский кантон — административно-территориальная единица Киргизской АССР, существовавшая в 1926—1930 годах. Центр — селение Нарын.
В кантон входили 9 волостей:
- Ат-Башинская. 2 сельсовета, 63 населённых пункта, 7905 жителей.
- Джува-Арыкская. 4 сельсовета, 124 населённых пункта, 8301 житель.
- Джумгальская. 2 сельсовета, 267 населённых пунктов, 16539 жителей.
- Кочкорская. 4 сельсовета, 288 населённых пунктов, 21 734 жителя.
- Куртка-Терекская. 2 сельсовета, 83 населённых пункта, 10 460 жителей.
- Нарынская. 2 сельсовета, 129 населённых пунктов, 5535 жителей.
- Он-Арчинская. 3 сельсовета, 83 населённых пункта, 7975 жителей.
- Чаш-Тюбинская. 4 сельсовета, 62 населённых пункта, 10 458 жителей.
- Шаркратминская. 3 сельсовета, 132 населённых пункта, 9753 жителя.

По данным на 1926 год население кантона — 100,3 тыс. чел. (из них киргизы 97,9 тыс.)